# Теребенская волость (Жиздринский уезд)
Теребенская волость — волость Жиздринского уезда Калужской (с 1920 — Брянской) губернии. Административный центр — деревня Теребень.

## История
Теребенская волость образована в ходе реформы 1861 года. Первоначально в состав волости входило 16 селений: деревня Теребень, села Аннино, Клён и Кудрявец, деревни Глебовские дворики, Долина, Еленка (Тросна), Ленина, Стайки, хутор Кадминой, хутор На Лютой, Лютовские постоялые дворы, Николаевский хутор, Подымовская дача, Саломатинская дача, Харитоновская Гуда.
На 1880 год в составе волости числилось 6224 десятин земли. Население волости составляло в 1880 году — 5279, в 1892 — 6245, в 1913 — 8802 человек.
В волости находилось три церковных прихода. Один в селе Аннино — Церковь Симеона и Анны. «Деревянная одноэтажная двухпрестольная церковь с колокольней построена в 1844 на средства помещика Д. П. Комарского. Закрыта и разрушена в сер. XX в. Место храма окружают вековые липы». Второй в селе Клён — Церковь Дмитрия Солунского. «Деревянная трёхпрестольная одноэтажная однокупольная церковь на кирпичном фундаменте с колокольней под шпилем построена в 1845 вместо прежней сгоревшей С. И. Беляевым на средства Подымовых. Закрыта в 1941, использовалась оккупантами под штаб; после 1945 — под школу, склад, колхозную контору, почту, библиотеку; была перестроена и обезглавлена. Сгорела в 1999. Сохранился фундамент и выступающая над землёй кирпичная кладка по периметру стен». Третий в селе Кудрявец — Церковь Покрова Пресвятой Богородицы. «Деревянная, обшитая тёсом однопрестольная церковь выстроена в 1910—1912 вместо сгоревшей в 1907 Пятницкой. Закрыта в 1917—1918, обращена в клуб. Вновь действовала в 1945—1954, до 1960 стояла без пения, затем окончательно закрыта, заброшена, обезглавлена и в 1981 разобрана».
1 апреля 1920 года Жиздринский уезд и Теребенская волость в его составе были перечислены в Брянскую губернию.
В 1924—1926 годах в ходе укрупнения волостей Теребенская и Кцынская вошли в состав соседней Милеевской волости.
В 1929 году Брянская губерния и все её уезды были упразднены, а их территория вошла в состав новой Западной области.
С 1944 года территория Теребенской волости относится к Хвастовичскому району Калужской области.